# Возможности

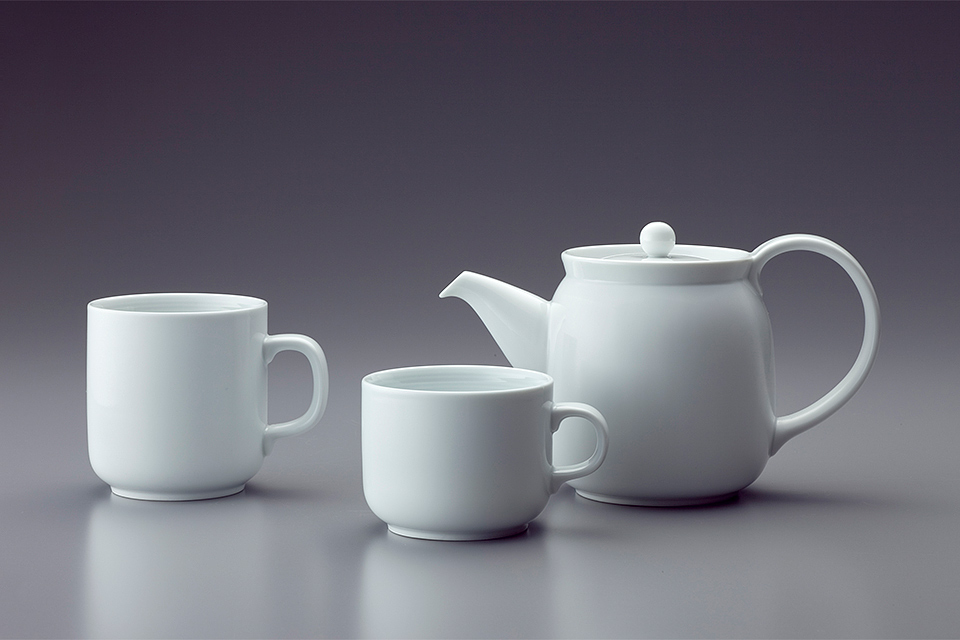
Ручки у чайного сервиза обеспечивают очевидную возможность для удержания в руках

Возможность или аффо́рданс (от англ. affordance — ожидаемое назначение, возможность действия; чаще употребляется во множественном числе) — такое свойство предмета или объекта окружающей среды, которое позволяет использовать его определённым образом. На бытовом уровне: физические свойства стула обеспечивают очевидную возможность использовать его в качестве сидения, открытая дверь — возможность пройти через неё.
Термин используется в психологии восприятия и в области дизайна взаимодействия человека и технических устройств.

## Разновидности аффордансов
Все окружающие нас объекты имеют аффордансы. С их помощью мы интуитивно понимаем, как взаимодействовать с той или иной вещью.
Аффордансы принято делить на:
- явные,
- аффордансы-паттерны,
- метафорические,
- скрытые,
- ложные,
- негативные.

Явные аффордансы — моментально схватываемые сигналы, поступающие от объекта в виде текста или внешних физических свойств. Например, дверь с надписью «От себя», кнопка «Добавить в корзину» на сайте интернет-магазина и т. п. Сталкиваясь с подобными объектами в окружающей среде, человек без подсказок понимает, как взаимодействовать с объектом, даже если встречается с ним в первый раз.
Паттерны — самый распространенный тип аффордансов в современном дизайне интерфейсов. Обычно представлен в виде комплекса аффордансов, позволяющих человеку (или иному субъекту действия) считывать сразу несколько сигналов. Например, из заполнения полей формы на сайте и последующего клика по кнопке.
Метафорические аффордансы — сигналы, помогающие понять значение того или иного объекта через метафору. Например, в дизайне интерфейсов иконка «лупа» означает масштабирование, «конверт» — электронную почту, «дом» — домашняя страница, «телефонная трубка» — звонок.
Скрытые аффордансы — возможности объекта, позволяющие взаимодействовать с ним неочевидным образом. Например, стулом можно разбить окно при пожаре или отбиться от грабителя.
Ложный аффорданс — это такой аффорданс, который сообщает одну функцию объекта, а при взаимодействии с ним — другую или вообще никакой. В дизайне интерфейсов типичным примером ложного аффорданса является изображение логотипа на сайте, которое не ведет на главную страницу.
Негативные аффордансы — тип аффордансов, сигнализирующий о том, что конкретная возможность объекта в настоящее время не активна. В дизайне интерфейсов — серые плоские кнопки, недоступные для ввода данных без предварительного действия.

## Аффордансы в теории Гибсона
Термин «аффорданс» был предложен психологом Джеймсом Дж. Гибсоном в 1979 году в книге «Экологический подход к зрительному восприятию». Гибсон цитирует гештальтпсихологов Курта Коффку, указывавшего на то, что своим внешним видом вещи говорят нам, что с ними делать, и как бы навязывают нам свой смысл, и Курта Левина, который использовал в похожем на «возможность» значении немецкий термин Aufforderungscharakter («валентность» или «возбуждающая способность»).
По Гибсону, в природе аффордансы — это то, что окружающая среда предлагает животному, то, чем она его обеспечивает и что дает, вне зависимости от того, хорошо это или плохо. Он сближает понятие аффордансов с понятием экологической ниши, подчеркивая то, как положение, которое занимает биологический вид в экосистеме, характеризует его.
Гибсон также акцентирует внимание на том, что ключ к понимаю аффордансов лежит в их относительности и гибкости. По его мнению, каждый человек рассматривает возможности того или иного объекта в зависимости от своих текущих намерений и возможностей. Например, лестница имеет различные аффордансы для людей разных возрастных групп: ползающий младенец не сможет взобраться по ней на другой этаж, в то время как взрослому человеку, помимо очевидной возможности перемещения, ступени мог дать ещё и возможность просто посидеть и передохнуть.
В этом смысле для Гибсона решающее значение имеет понятие намерения/потребности, потому что оно объясняет, как один и тот же аспект окружающей среды может представлять различные аффордансы различным людям и даже одному и тому же человеку в другой момент времени.
Гибсон утверждает, что умение воспринимать аффордансы объектов — неотъемлемая часть социализации. Ещё в детском возрасте, изучая новые для нас предметы, мы постепенно осознаем их возможности, причем не только по отношению к себе, но и по отношению к другим объектам тоже. Так, демонстрируя малышу, как и для чего работает та или иная вещь, он начинает осознавать её условное назначение. Впоследствии научившись пользоваться предметом, ребёнок познает социальный мир и затем становится его членом.

## Критика
В 1988 году создатель теории дизайна, ориентированного на пользователя, Дональд Норман предложил использовать термин «аффордансы» в контексте взаимодействия человека и техники. В книге «Дизайн привычных вещей»; ср. также его очерк об этом понятии, Норман подчеркнул, что под аффордансами он имеет в виду воспринимаемые свойства, а не свойства, внутренне присущие объекту. Таким образом, по Норману, возможности — это не свойства объекта, а отношения между объектом и организмом, взаимодействующим с этим объектом. В частности, это означает, что разные субъекты могут воспринимать разные возможности одного и того же объекта.
Благодаря работе Нормана «Дизайн повседневных вещей» эта концепция была популяризирована в областях HCI, дизайна взаимодействия и дизайна, ориентированного на пользователя. Это сделало концепцию аффордансов зависимой не только от физических возможностей человека как субъекта действия, но и от его целей, убеждений и прошлого опыта. Так, человек, который заходит в комнату с мячом и стулом, по Гибсону, может бросить стул и сесть на мяч, потому что это «объективно возможно», в то время как, по Норману, человек, скорее, сядет на стул и бросит мяч. Аффордансы у Нормана «подсказывают» человеку (субъекту действия) как взаимодействовать с вещью. Например, мяч благодаря своим небольшим размерам, круглой форме и легкому весу может стать хорошим объектом для метания. К тому же, он соответствует прошлому опыту человека с подобными предметами.